# Kingsgate Castle

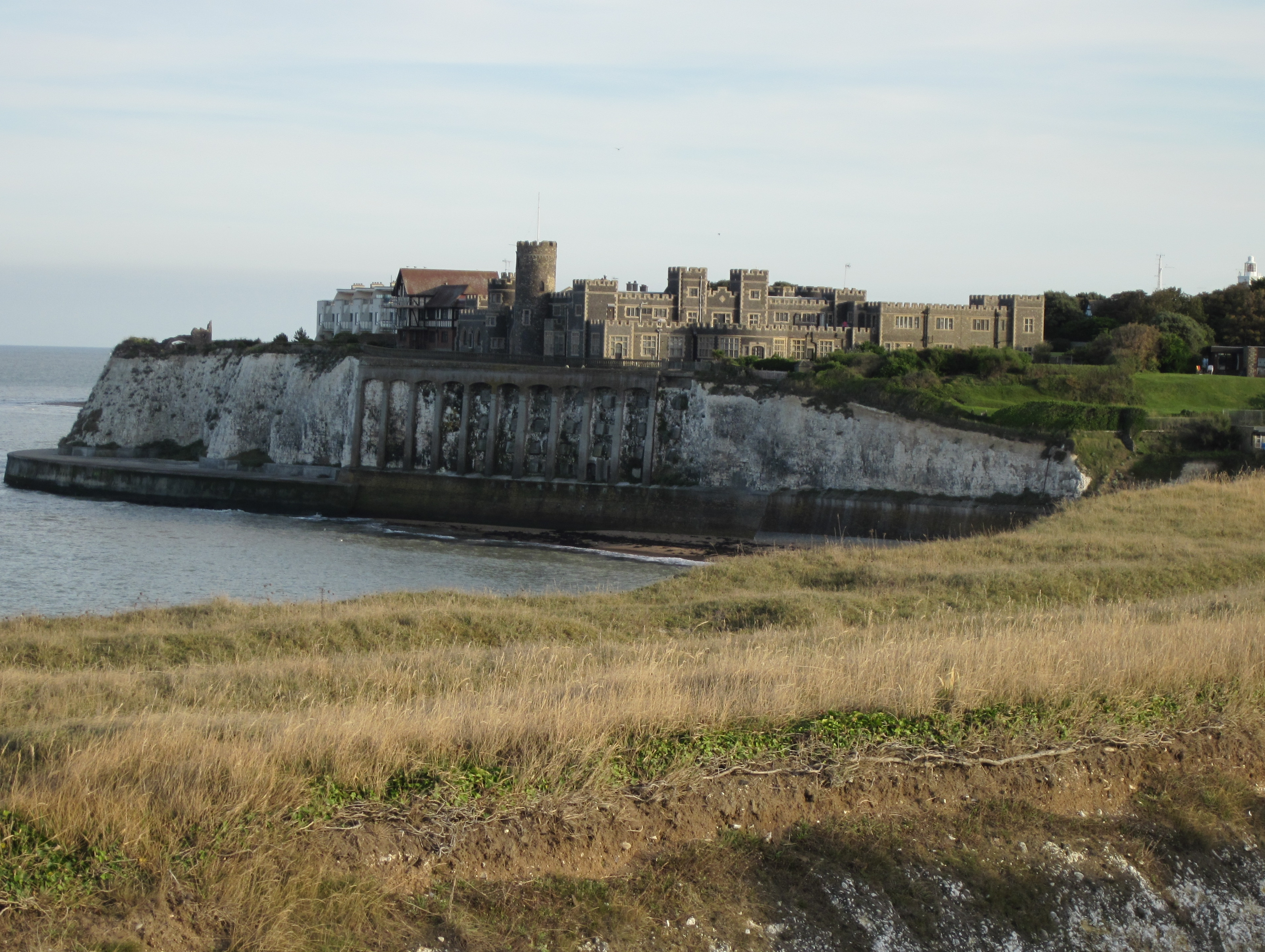
Kingsgate Castle über die Kingsgate Bay. Der Leuchtturm von North Foreland ist auf der rechten Seite des Fotos gerade noch sichtbar.

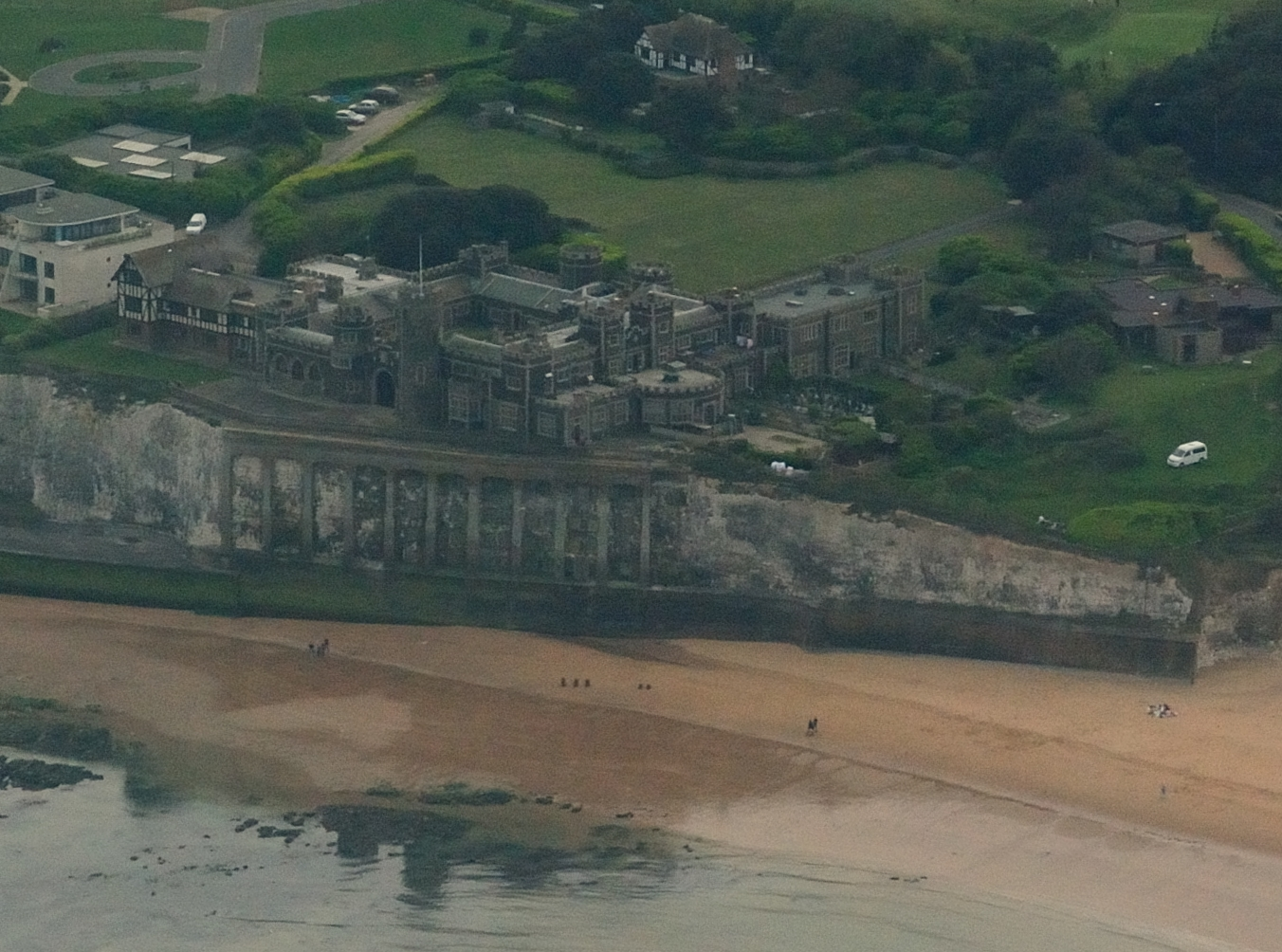
Luftbild von Kingsgate Castle

Kingsgate Castle ist ein Teil eines Landhauses oberhalb von Kingsgate Bay bei Broadstairs in der englischen Grafschaft Kent.
Das Anwesen ließ Henry Fox, 1. Baron Holland, in den 1760er-Jahren als Stallungen seines nahegelegenen Landhauses Holland House erbauen. Dieses war der Ersatz für seine frühere Londoner Residenz gleichen Namens.
Kingsgate hatte seinen Namen nach der zufälligen Landung des späteren englischen Königs Karl II. am 30. Juni 1683 erhalten, wobei sich der Namensteil „-gate“ (dt.: Tor) auf eine Lücke in den Klippen bezieht. Auch andere britische Könige nutzten diesen Küstenabschnitt, wie z. B. König Georg II. 1748.
In dem Gebäude residierte später John Lubbock, 1. Baron Avebury. Heute ist es in 31 Wohnungen umgewandelt.